# 杨高中路
杨高中路是中华人民共和国上海市浦东新区的一条主干道路，东西走向。是属于杨高路的中段部分。道路全长七千米，西起靠近上海科技馆、世纪广场附近的杨高南路延长线，向东偏北至杨高北路为止。杨高中路也是花木街道和洋泾街道的分界。
上海轨道交通二号线在道路西段附近设有上海科技馆站；上海轨道交通九号线部分区间沿杨高中路全路段走行。

## 周边建筑物
- 进才中学
- 上海科技馆
- 上海东方艺术中心
- 浦东新区人民政府
- 浦东新区人民法院
- 浦东新区人民检察院
- 上海市公安局浦东分局

## 主要交汇道路（由西向东）
- 世纪大道、源深路
- 桃林路
- 民生路
- 南洋泾路、芳甸路
- 罗山路（内环高架路）
- 居家桥路、白桦路
- 云山路
- 枣庄路、红枫路
- 金桥路（中环路）
- 平度路、金藏路
- 台儿庄路、金新路
- 杨高北路、金科路、金海路

## 轨道交通
- 民生路口：918杨高中路站
- 芳甸路口：9芳甸路站
- 云山路口：914蓝天路站
- 台儿庄路口：9台儿庄路站